# Lívia Nestrovski
Lívia Scarinci Nestrovski Cantora, nascida em Iowa City, 22 de janeiro de 1988. Estilo incorpora o jazz e a música popular brasileira. Filha do compositor e violonista Arthur Nestrovski, diretor artístico da Osesp (Orquestra Sinfônica do Estado de São Paulo). Sua mãe, Silvana Ruffier Scarinci, é teorbista, doutora em música barroca e professora da Universidade Federal do Paraná. Em 2019 ganhou o Prêmio Profissionais da Música na categoria Cantora.